# 塞爾希·尼古拉耶夫
塞爾希·弗拉迪斯拉沃維奇·尼古拉耶夫（羅馬化：Serhii Vladyslavovych Nikolaiev；1972年2月14日—2015年2月28日），烏克蘭攝影記者，受雇于乌克兰日報今日報，2015年2月28日，他在乌克兰东部頓涅茨克州皮斯基村遭到槍擊身亡。